# Abdulrašid Sadulaev
Abdulrašid Bulačevič Sadulaev (in russo Абдулрашид Булачевич Садулаев?; in avaro ГІабдулрашид Булачил Садулаев; Curib, 9 maggio 1996) è un lottatore russo campione olimpico nella lotta libera categoria 86 kg ai Giochi di Rio de Janeiro 2016 per la Russia e nei 97 kg. a quelli di Tokyo 2020 per il ROC.

## Palmarès

### Per la Russia
- Giochi olimpici

Rio de Janeiro 2016: oro negli 86 kg.
- Mondiali

Tashkent 2014: oro negli 86 kg.
Las Vegas 2015: oro negli 86 kg.
Parigi 2017: argento nei 97 kg.
Budapest 2018: oro nei 97 kg.
Nur-Sultan 2019: oro nei 97 kg.
- Europei

Vantaa 2014: oro negli 86 kg.
Kaspijsk 2018: oro nei 92 kg.
Bucarest 2019: oro nei 97 kg.
Roma 2020: oro nei 97 kg.
- Giochi europei

Baku 2015: oro negli 86 kg.
Minsk 2019: oro nei 97 kg.

### Per ROC
- Giochi olimpici

Tokyo 2020: oro nei 97 kg.

### Per la Federazione russa di lotta
- Mondiali

Oslo 2021: oro nei 97 kg.

## Altre competizioni internazionali
2020
- Oro nei 97 kg nella Coppa del mondo individuale ( Belgrado)